# Roczniki Sennacheryba

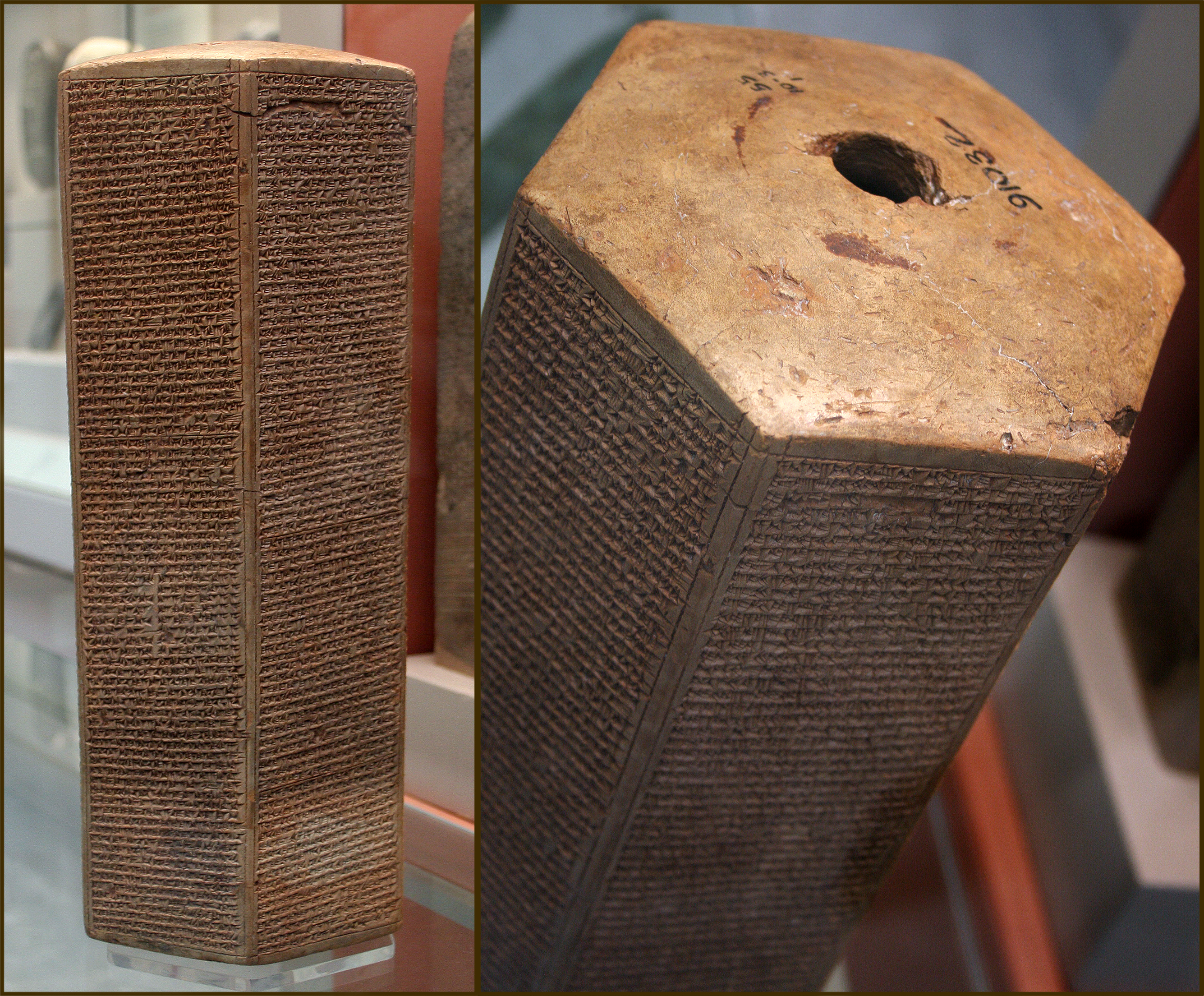
Widok ogólny oraz detale górnej części Pryzmy Taylora, British Museum.

Roczniki Sennacheryba – zapisane pismem klinowym w języku akadyjskim kroniki asyryjskiego króla Sennacheryba wyryte na wielu starożytnych asyryjskich artefaktach. Ich ostateczne wersje zachowały się na trzech glinianych pryzmach zwanych graniastosłupami Sennacheryba. Są to heksagonalne graniastosłupy: Pryzma Taylora znajdująca się w British Museum (BM 91032), Pryzma Instytutu Orientalnego (Oriental Institute of Chicago, OIM A2793) i Pryzma Jerozolimska znajdująca się w Muzeum Izraela w Jerozolimie. Zawierają one w zasadzie ten sam tekst opisujący główne kampanie wojskowe Sennacheryba. Są one datowane na ok. 690 rok p.n.e. 
Kroniki Sennacheryba zasługują na uwagę ze względu na opis najazdu asyryjskiego króla na Judę za panowania króla judzkiego Ezechiasza. Wydarzenie to zostało opisane w kilku miejscach w Biblii, w tym w Księdze Izajasza rozdziały 36 i 37, 2 Królewskiej 18:17 i 2 Kronik 32: 9. O kampanii Sennacheryba wspomina również Herodot, który jednak nie opisuje podboju Judei.

## Historia odkrycia i badania
Pryzma Taylora jest najbardziej znanym graniastosłupem z zapisem kronik Sennacheryba. Została znaleziona przez pułkownika Roberta Taylora w latach 30. XIX wieku, na kilka lat przed odczytaniem pisma klinowego. Była jednym z pierwszych artefaktów zapisanych pismem klinowym analizowanych we współczesnej asyrologii. W roku 1855 dla Muzeum Brytyjskiego artefakt od wdowy po pułkowniku Taylorze nabył Henry Rawlinson.
Pryzma Instytutu Orientalnego została zakupiona w 1919 roku przez Jamesa Henry’ego Breasteda od handlarza antykami z Bagdadu dla Oriental Institute of Chicago gdzie jest przechowywana.
Pryzma Jerozolimska została zakupiona przez Muzeum Izraela na aukcji Sotheby’s w roku 1970. Została opisana w 1990.
Wszystkie pryzmy opisują kampanię Sennacheryba do rozpoczęcia jego ostatecznej wojny z Babilonem. Zawierają też opis daniny otrzymanej przez Sennacheryba w Niniwie od Ezechiasza, króla Judy w 701 r. p.n.e.
| Zdjęcie | Miejsce przechowywania        | Numer inwentarzowy | Rozmiary | Uwagi                                                                                  |
| ------- | ----------------------------- | ------------------ | --- | -------------------------------------------------------------------------------------- |
|         | British Museum                | BM 91032           | wys. 38 cm; szer max. 16, 51 cm, szer. boków 8,57 cm.                                                                                  | Wykonana z czerwonej gliny. Boki zawierają 82 + 83 + 82 + 80 + 85 + 75 linijek tekstu. |
|         | Oriental Institute of Chicago | OIM A2793          | wys. 38,1 cm; szer. 13,3 u góry i 14 cm na dole; śred. otworu 2,3 u góry i 2,5 cm na dole; szer. boków: 8; 7,6; 7,52; 8; 7,3 i 7,7 cm. | Około 500 linijek tekstu w sześciu kolumnach.                                          |
|         | Muzeum Izraela w Jerozolimie  |                    | |                                                                                        |

Chociaż zachowały się dziesiątki kopii kronik Sennacheryba zapisanych na różnych artefaktach to jednak większość z nich jest fragmentaryczna i często przedstawia wczesne redakcje. Trzy zachowane heksagonalne graniastosłupy zawierają najpełniejszą i ostateczną redakcję jego kronik. Wszystkie są w zasadzie kompletne. Każdy graniastosłup zawiera opis wszystkich ośmiu kampanii wojskowych Sennacheryba przeprowadzonych w latach 704–694 p.n.e. Są one najobszerniejszym asyryjskim źródłem informacji o jego panowaniu.
Jednakże żaden z graniastosłupów nie został znaleziony w trakcie prowadzonych naukowo wykopalisk archeologicznych. Z tego względu dokładne okoliczności odkrycia oraz miejsce ich pierwotnego ustawienia pozostają nieznane. Wewnętrzne poszlaki wskazują, że trzy sześciokątne graniastosłupy zawierające na końcu opis budowy arsenału Nebi Junus mogły pierwotnie znajdować się w tym arsenale.

## Fragment dotyczący Judy
„ (...) Co dotyczy Ezechiasza z Judy, który się nie poddał pod moje panowanie, obległem jego 46 ufortyfikowanych miast otoczonych murami i niezliczone małe miasta w ich okolicy, i zdobyłem je szturmując ze swoich mostów i atakując z machin oblężniczych, przy pomocy walki piechoty oraz dzięki zastosowaniu wyłomów, podkopów, przewrotów (?). Zabrałem od nich 200 150 osób dorosłych i dzieci, mężczyzn i niewiast, koni, mułów, osłów, wielbłądów, wołów i drobnego bydła bez miary i włączyłem w liczbę łupów wojennych. Jego samego [Ezechiasza] zamknąłem, jak ptaka w klatce, w jego siedzibie, Jerozolimie (...) Jego miasta, które złupiłem, oderwałem od jego terytorium i dałem królowi Aszdod, Mitinti, królowi Akkaronu, Padi, i królowi Gazy, Sil-Belowi (...) Co do samego Ezechiasza, to (...) jego wybrani żołnierze (...) razem z 30 talentami złota, 800 talentami w srebrze, drogocennymi kamieniami, barwiczkami, pastelami (?), wielkimi kamieniami lazurowymi, łóżkami z kości słoniowej, skórami słoni, kością słoniową, hebanem, drzewem bukszpanowym (?), ile tylko można było znaleźć w wielkim skarbcu, jak również jego córki, dziewice, śpiewacy i śpiewaczki, musieli pójść w moim orszaku do mojej stolicy Niniwy. Dla przekazania mi zaś swojej daniny i złożenia mi hołdu wyprawił on swoich posłów”.– Zenon Ziółkowski, Spotkania z Biblią.

Opis tych samych wydarzeń znajduje się w biblijnych księgach: Izajasza 36:1–37:8; 2 Królewskiej 18:13–19:18 oraz 2 Kronik 32:1-22.